# Brabant-sur-Meuse
Brabant-sur-Meuse és un municipi francès situat al departament del Mosa i a la regió del Gran Est. L'any 2007 tenia 121 habitants.

## Demografia

### Població
El 2007 la població de fet de Brabant-sur-Meuse era de 121 persones. Hi havia 35 famílies, de les quals 4 eren unipersonals (4 dones vivint soles i 4 dones vivint soles), 8 parelles sense fills i 23 parelles amb fills.
La població ha evolucionat segons el següent gràfic:
Habitants censats

### Habitatges
El 2007 hi havia 41 habitatges, 38 eren l'habitatge principal de la família, 1 era una segona residència i 3 estaven desocupats. 40 eren cases i 1 era un apartament. Dels 38 habitatges principals, 32 estaven ocupats pels seus propietaris i 6 estaven llogats i ocupats pels llogaters; 8 tenien quatre cambres i 30 en tenien cinc o més. 33 habitatges disposaven pel capbaix d'una plaça de pàrquing. A 8 habitatges hi havia un automòbil i a 27 n'hi havia dos o més.

### Piràmide de població
La piràmide de població per edats i sexe el 2009 era:
| Homes | Edats   | Dones |
| ----- | ------- | ----- |
| 0     | 95 o +  | 0     |
| 0     | 90 a 94 | 0     |
| 4     | 85 a 89 | 0     |
| 0     | 80 a 84 | 0     |
| 0     | 75 a 79 | 0     |
| 0     | 70 a 74 | 8     |
| 8     | 65 a 69 | 0     |
| 0     | 60 a 64 | 4     |
| 0     | 55 a 59 | 0     |
| 0     | 50 a 54 | 0     |
| 0     | 45 a 49 | 4     |
| 4     | 40 a 44 | 4     |
| 8     | 35 a 39 | 4     |
| 0     | 30 a 34 | 0     |
| 12    | 25 a 29 | 8     |
| 0     | 20 a 24 | 4     |
| 4     | 15 a 19 | 0     |
| 4     | 10 a 14 | 4     |
| 0     | 5 a 9   | 0     |
| 0     | 0 a 4   | 4     |

## Economia
El 2007 la població en edat de treballar era de 69 persones, 57 eren actives i 12 eren inactives. De les 57 persones actives 52 estaven ocupades (29 homes i 23 dones) i 5 estaven aturades (3 homes i 2 dones). De les 12 persones inactives 1 estava jubilada, 5 estaven estudiant i 6 estaven classificades com a «altres inactius».
Activitats econòmiques
Dels 2 establiments que hi havia el 2007, 1 era d'una empresa de comerç i reparació d'automòbils i 1 d'una empresa classificada com a «altres activitats de serveis».
L'any 2000 a Brabant-sur-Meuse hi havia 3 explotacions agrícoles que ocupaven un total de 465 hectàrees.

## Poblacions més properes
El següent diagrama mostra les poblacions més properes.